# Threemilestone
Threemilestone (en córnico, Mentrimildir) es un pequeño pueblo de la parroquia civil de Kenwyn, situado precisamente a tres millas de Truro, la única localidad del condado de Cornualles (Inglaterra, Reino Unido) con estatus de ciudad. 
Threemilestone ha crecido en los años recientes gracias a la construcción de urbanizaciones en la zona occidental. 
Entre Truro y Threemilestone hay una línea continua de escuelas, colegios y polígonos industriales, como el Truro College y la Richard Lander School. Además, en el pueblo hay una escuela primaria, conocida localmente como la Threemilestone Primary School. 